# Bronchocela jubata
Bronchocela jubata е вид влечуго от семейство Agamidae.

## Разпространение
Видът е разпространен в Индонезия (Бали, Калимантан, Сулавеси и Ява), Тайланд и Филипини.